# Gurania villosa
Gurania villosa är en gurkväxtart som beskrevs av Célestin Alfred Cogniaux. Gurania villosa ingår i släktet Gurania och familjen gurkväxter. Inga underarter finns listade i Catalogue of Life.